# Ernst Friedrich Weidner

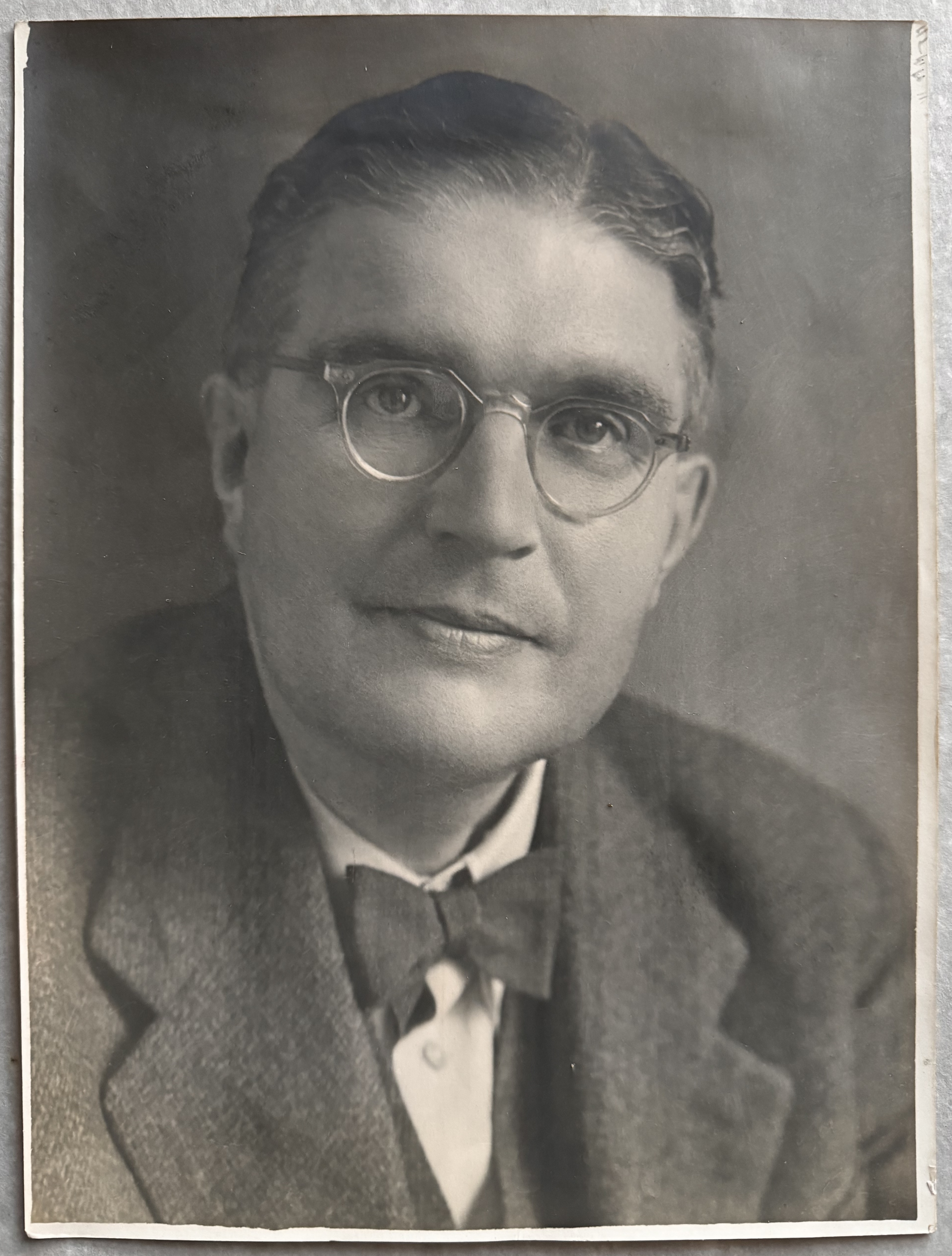
Ernst Friedrich Weidner

Ernst Friedrich Weidner (* 7. Oktober 1891 in Pasewalk; † 8. Februar 1976 in Graz) war ein deutscher Assyriologe, Astronomiehistoriker und Vorderasiatischer Archäologe. Er lehrte von 1943 bis 1963 als Professor für Orientforschung der Universität Graz.

## Werdegang
Ernst F. Weidner beschäftigte sich schon früh sowohl mit Assyriologie als auch mit Astronomiegeschichte, so verfasste er bereits mit 19 Jahren einen Text zur babylonischen Astronomie, der in der Fachzeitschrift Beiträge zur Assyriologie erschien. An der Universität Leipzig wurde er 1922 bei Felix Peiser und Heinrich Zimmern mit einer Dissertation zum Thema Der babylonische Fixsternhimmel. I. Die Gestirne des Tierkreisgürtels promoviert. Anschließend verfolgte Weidner zunächst keine weitere universitäre Laufbahn; der Einladung Bruno Meissners, sich zu habilitieren, kam er nicht nach. Bis 1942 arbeitete er in Berlin als Journalist, u. a. beim Berliner Tageblatt; wissenschaftliche Arbeiten entstanden in seiner Freizeit. 1924 hatte er bereits vier Bücher veröffentlicht. Er begründete 1923 die Fachzeitschrift Archiv für Keilschriftforschung, die 1926 zum Archiv für Orientforschung wurde, dessen Herausgeber Weidner bis zu seinem Tod blieb.
Erst zum Jahreswechsel 1942/43 machte er die Wissenschaft zu seinem Hauptberuf, als er einen Ruf als Ordinarius auf den Lehrstuhl für Orientforschung der Universität Graz (in Nachfolge Nikolaus Rhodokanakis’) annahm. Seine bereits 1939 veröffentlichte Arbeit Die Reliefs der assyrischen Könige. Teil 1: Die Reliefs in England, in der Vatikanstadt und in Italien wurde zuvor in Graz als Habilitationsschrift anerkannt. Bis zu seiner Emeritierung 1963 war er Vorstand des Instituts für Orientkunde der Grazer Universität. Als seine Nachfolgerin wurde Maria Höfner berufen.

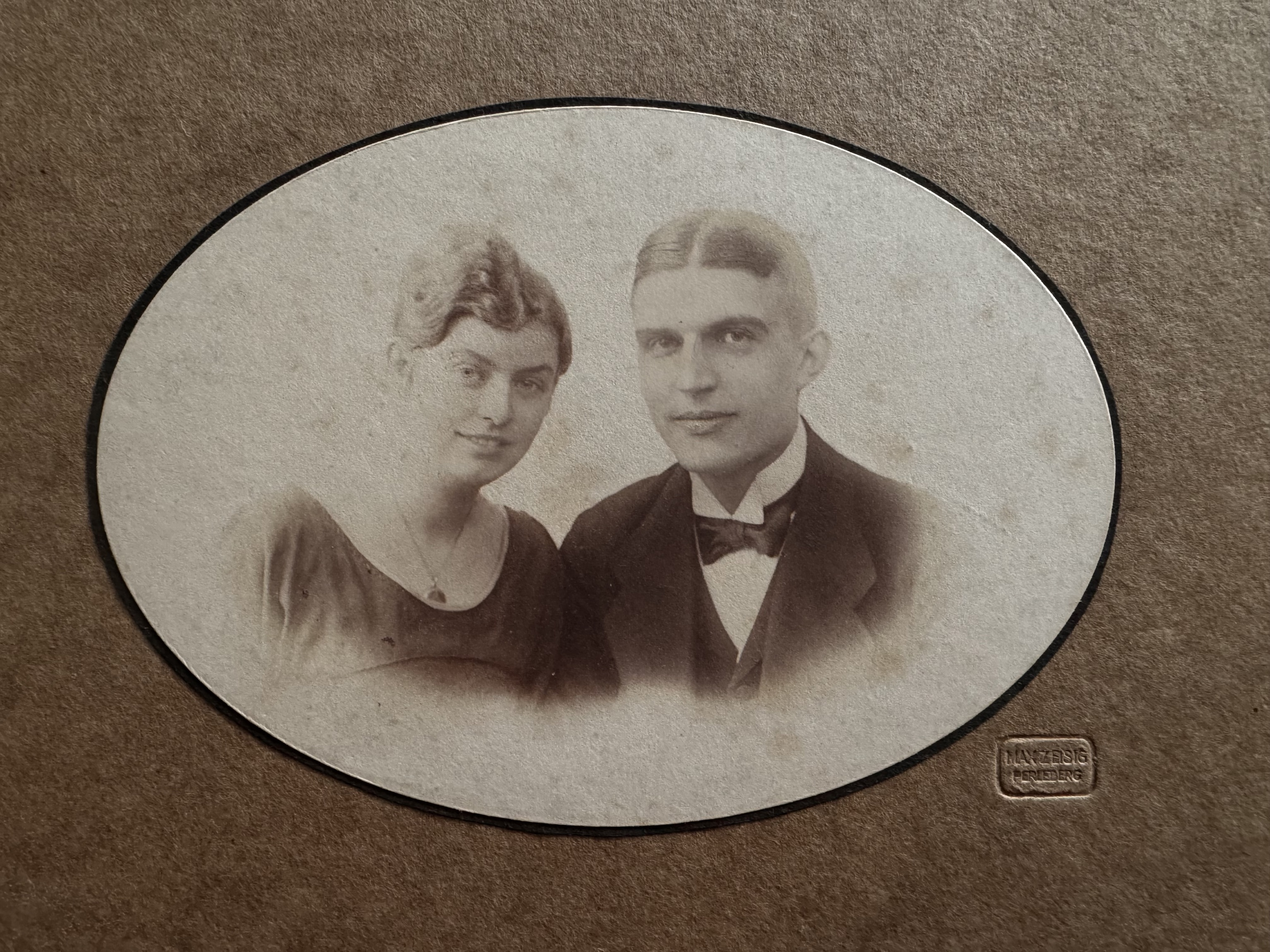
Eheleute Ernst F. Weidner und Anneliese Weidner (um 1920, Bild von Max Zeisig (Perleberg))

Ernst Friedrich Ferdinand Weidner heiratete am 17. September 1920 Anneliese Luise Minna Grundt und blieb bis zu seinem Tod mit ihr verheiratet.

## Werk und Ehrungen
Zunächst befasste Weidner sich mit Assyriologie und Astronomie, später wandte er sich auch der Vorderasiatischen Archäologie. Besonders verdient machte er sich um die altorientalische Chronologie. Mehrere Bände der Keilschrifturkunden aus Boghazköi wurden von ihm bearbeitet. Zudem stellte er eine Sammlung von mehr als 50 neuassyrischen Reliefs aus Palast- und Tempelanlagen zusammen, die über viele Museen weltweit verstreut waren. Weidner gilt als einer der bedeutendsten Keilschriftforscher seiner Zeit. Insbesondere in seiner Anfangszeit unterstützte Weidner die Ideen von Hugo Winckler und Alfred Jeremias zum Panbabylonismus und befand sich damit im Gegensatz zum damals führenden deutschen Historiker babylonischer Astronomie, Franz Xaver Kugler.
Weidner war ab 1953 ordentliches Mitglied des Deutschen Archäologischen Instituts. Er wurde 1955 zum korrespondierenden Mitglied, 1961 zum wirklichen Mitglied der Österreichischen Akademie der Wissenschaften gewählt. Seit 1975 war er korrespondierendes Mitglied der British Academy. Er wurde mit der Silbernen Leibniz-Medaille der Preußischen Akademie der Wissenschaften (1934) und dem Härtel-Preis der Sächsischen Akademie der Wissenschaften  ausgezeichnet, war Träger des Großen Silbernen Ehrenzeichens für Verdienste um die Republik Österreich sowie der Ehrenmedaille in Gold der Hammer-Purgstall-Gesellschaft.

## Schriften (Auswahl)
- Handbuch der babylonischen Astronomie. Band 1 (1915); Reprint 1976 (nur der erste von drei geplanten Bänden erschien) (Digitalisat).
- Studien zur assyrisch-babylonischen Chronologie und Geschichte auf Grund neuer Funde. Hinrichs, Leipzig 1917.
- Die Könige von Assyrien. Neue chronologische Dokumente aus Assur. Hinrichs, Leipzig 1921 (= Mitteilungen der Vorderasiatisch-Aegyptischen Gesellschaft. Jahrgang 26, 1921, Band 2) (Digitalisat).
- Beschreibung der Kriegs-Reliefs Aššurbānaplis. In: Archiv für Orientforschung. Band 8, 1932/1933, S. 175–203.
- Persien. In: Archiv für Orientforschung. Band 16, 1952/1953, S. 148–149 mit Abb. 13.
- Die Inschriften Tukulti-Ninurtas I. und seiner Nachfolger. Weidner, Graz 1959 (= Archiv für Orientforschung. Band 12).